# Malolos
Malolos est une ville de 1re classe, capitale de la province de Bulacan aux Philippines. Selon le recensement de 2010 elle est peuplée de 234 945 habitants.
Elle fut la première capitale de la Première République des Philippines entre janvier et mars 1899, présidée par Emilio Aguinaldo.

## Barangays
Malolos est divisée en 51 barangays.
- Anilao
- Atlag
- Babatnin
- Bagna
- Bagong Bayan
- Balayong
- Balite
- Bangkal
- Barihan
- Bulihan
- Bungahan
- Caingin
- Calero
- Caliligawan
- Canalate
- Caniogan
- Catmon
- Cofradia
- Dakila
- Guinhawa
- Ligas
- Liang
- Longos
- Look 1st
- Look 2nd
- Lugam
- Mabolo
- Mambog
- Masile
- Matimbo
- Mojon
- Namayan
- Nuigan
- Pamarawan
- Panasahan
- Pinagbakahan
- San Agustin
- San Gabriel
- San Juan
- San Pablo
- San Vicente
- Santiago
- Santisima Trinidad
- Santo Cristo
- Santo Niño
- Santo Rosario
- Santor
- Sumapang Matanda
- Taal
- Tikay

## Démographie
| Année | Habitants | Évolution |
| ----- | --------- | --------- |
| 1995  | 147 414   | -         |
| 2000  | 175 291   | 18,91 %   |
| 2007  | 223 269   | 27,37 %   |
| 2010  | 234 945   | 5,23 %    |

## Monuments
- Cathédrale de Malolos